# Малу Вартоп (Валча)
Малу Вартоп (рум. Malu Vârtop) насеље је у Румунији у округу Валча у општини Бужорени. Oпштина се налази на надморској висини од 277 m.

## Становништво
Према подацима из 2011. године у насељу је живело 448 становника.